# Кирилл Владимирович
Великий князь Кири́лл Влади́мирович (30 сентября [12 октября] 1876, Царское село — 12 октября 1938, Париж) — второй сын великого князя Владимира Александровича, третьего сына императора Александра II, и великой княгини Марии Павловны; двоюродный брат Николая II.
В 1924 году в эмиграции, оказавшись по старшинству наследования главой императорского дома и руководствуясь статьями 29 и 53 Свода основных государственных законов Российской империи, провозгласил себя Императором Всероссийским в изгнании Кириллом I, с чем согласилось большинство дома Романовых, в том числе великие князья Борис и Андрей Владимировичи, Дмитрий Павлович, Михаил Михайлович, Александр Михайлович с сыновьями, князья императорской крови Всеволод Иоаннович (впоследствии, когда достиг взрослого возраста) и Гавриил Константинович. Против выступили великие князья Николай и Пётр Николаевичи, и князь императорской крови Роман Петрович. Вдовствующая императрица Мария Фёдоровна, надеясь на спасение семьи Николая II, считала акт Кирилла Владимировича «преждевременным», но законность его прав никогда не оспаривала.

## Биография
Родился 30 сентября (12 октября) 1876 года в семье Великого князя Владимира Александровича и Великой княгини Марии Павловны. Был крещён 7 (20) ноября 1876. Его крёстным отцом стал император Александр II, а крёстной матерью великая княгиня Мария Фёдоровна (будущая императрица).
Окончил Морской кадетский корпус и Николаевскую морскую академию. Зачисленный по Гвардейскому экипажу, служил вахтенным офицером на крейсерах «Россия» и «Генерал-Адмирал», вахтенным начальником на броненосцах «Ростислав» и «Пересвет», старшим офицером на крейсере «Адмирал Нахимов».

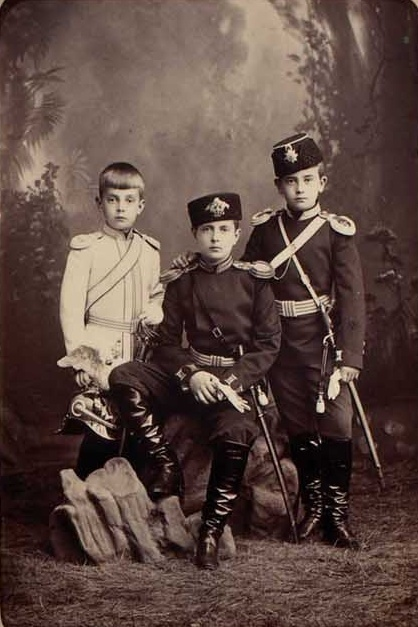
Братья Кирилл (в центре), Андрей (слева) и Борис Владимировичи в детстве, 1880-е

После начала Русско-японской войны прибыл в Порт-Артур 3 марта 1904 года и 9 марта был назначен начальником военно-морского отдела штаба командующего флотом в Тихом океане вице-адмирала Макарова. 31 марта 1904 года при взрыве флагманского корабля «Петропавловск» находился на его борту. Один из немногих членов экипажа, оставшихся в живых. У него были поцарапаны ноги, а в холодной воде он получил переохлаждение. Из воды был спасён моряками вельбота с минного крейсера «Гайдамак» и передан на миноносец «Бесшумный», который и доставил его в порт. Вечером 31 марта 1904 вместе с Великим князем Борисом Владимировичем на поезде покинул Порт-Артур (до Санкт-Петербурга и далее в Германию для лечения его сопровождал младший врач лазарета порта Н. М. Марков). Позже Великий князь Кирилл Владимирович был награждён золотым оружием с надписью «За храбрость».
В 1905—1909 годы был в семейном конфликте с императором Николаем II в связи со своим браком с Викторией Мелитой, его двоюродной сестрой (отец Кирилла Владимировича являлся полнокровным братом матери Виктории Мелиты), разведённой с Эрнстом-Людвигом Гессенским, родным братом российской императрицы Александры Фёдоровны. Он был обусловлен тем, что Николай II не признавал данный брак, заключённый без его согласия (брак, заключаемый членом императорского дома должен был по закону санкционироваться императором), во многом под влиянием жены, испытывавшей личную неприязнь к невесте из-за её развода с родным братом. Впоследствии семейный конфликт был улажен, а брак великого князя признан Именным указом от 15 июля 1907 года, и супруга Кирилла Владимировича и их дочь были включены в Императорский дом с предоставлением титула «Высочества».

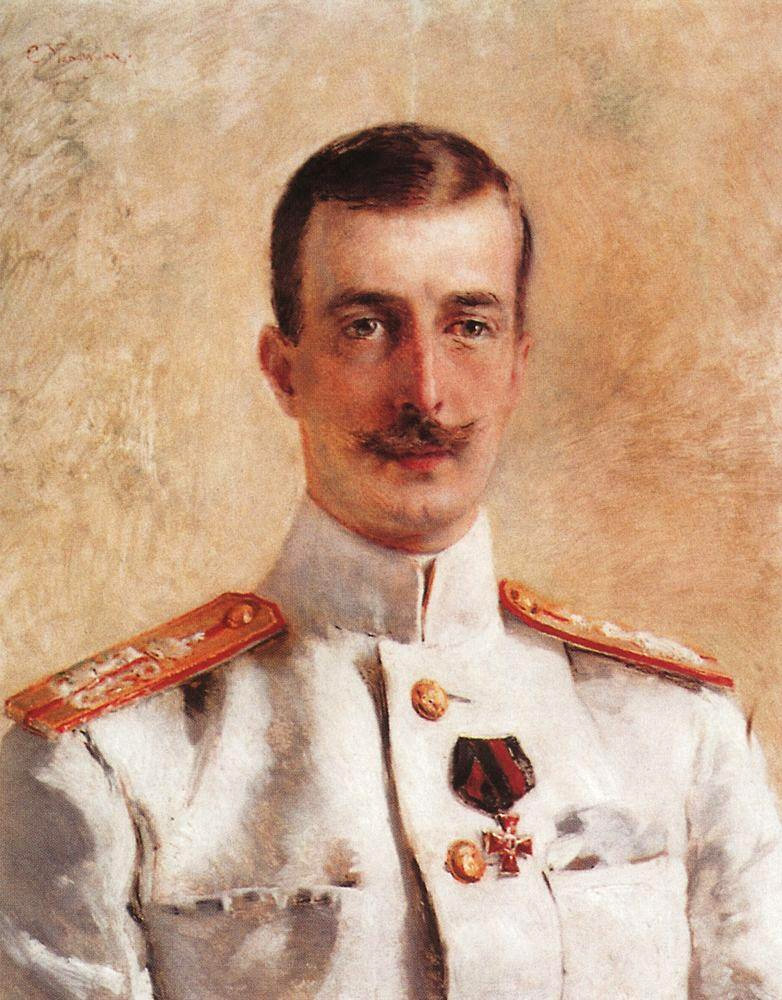
Кирилл Владимирович. Портрет работы Константина Маковского, 1890-е

В 1909—1912 годах служил на крейсере «Олег», последний год — командиром. С 1913 года — в Гвардейском экипаже, а с 1914 года, с началом Первой мировой войны, продолжил службу в штабе верховного главнокомандующего. С 1915 года — командир Гвардейского экипажа.

## Февральская революция

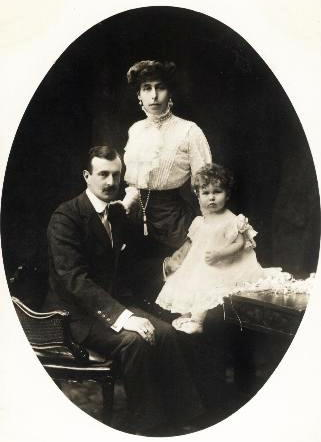
Кирилл Владимирович и Виктория Фёдоровна со старшей дочерью Марией, ок. 1909

В дни Февральской революции Кирилл Владимирович, вместо поддержки Николая II, стал первым из членов императорской фамилии, нарушивших присягу царю и заявивший, что он лично и вверенная ему воинская часть перешли на сторону Государственной думы и рады происходящей революции. Его поведение в дни революции впоследствии ставилось ему в вину его противниками. По их мнению, намеренное участие в заговоре против императора или поддержка заговора по закону о престолонаследии должны были лишить его и его потомков права претендовать на российский престол, что не помешало ему и его потомкам впоследствии самим претендовать на российский престол несмотря на запрещающий это закон о престолонаследии Российской империи.
В начале беспорядков вместе с великими князьями Михаилом Александровичем и Павлом Александровичем участвовал в подготовке проекта манифеста о конституционном строе («великокняжеский манифест»), который они хотели вручить на подпись Николаю II. План предусматривал сохранение на престоле императора Николая II путём частичных уступок умеренному крылу революционеров (принятие конституции и назначение «ответственного министерства» — Россия становилась конституционной монархией).
Кирилл Владимирович, по воспоминаниям ряда современников и по своим собственным словам, 1 (14) марта 1917 года перешёл на сторону революции, надев «красный бант». Как вспоминал дворцовый комендант В. Н. Воейков:

Великий князь Кирилл Владимирович, с царскими вензелями на погонах и красным бантом на плече, явился 1 марта в 4 часа 15 минут дня в Государственную Думу, где отрапортовал председателю Думы М. В. Родзянко: «Имею честь явиться вашему высокопревосходительству. Я нахожусь в вашем распоряжении, как и весь народ. Я желаю блага России», — причём заявил, что Гвардейский экипаж в полном распоряжении Государственной Думы.— Воейков В. С Царём и без Царя. — Гельсингфорс, 1936. — С. 251.
Первой на поведение великого князя отреагировала Александра Фёдоровна. В своих письмах Николаю II от 2 (15) марта и 3 (16) марта 1917 года она писала: «Кирилл ошалел, я думаю: он ходил к Думе с Экип. и стоит за них…», «…отвратительно себя ведёт, хотя и притворяется, что старается для монарха и родины».
Сам великий князь, уже находясь в эмиграции, так объяснял своё появление под Государственной думой с красным бантом во главе своей воинской части: у него был выбор, или подчиниться приказу новых властей и привести вверенную ему часть к Думе для присяги новой власти или подать в отставку, бросив его подчинённых на произвол судьбы; в те часы только одно заботило великого князя — любой ценой, даже ценой собственной чести, способствовать восстановлению порядка в столице, чем способствовать скорейшему возвращению в неё законного монарха — если бы он смог вернуться во главе верных войск, порядок всё ещё мог бы быть восстановлен. Историк В. М. Хрусталёв, комментируя эти объяснения великого князя, отмечает, что навряд ли они были искренними, так как ещё за несколько часов до прибытия Кирилла Владимировича в Таврический дворец, в комендатуре дворца были уведомлены о переходе Гвардейского экипажа на сторону Государственной думы из копии следующей записки, которая была разослана Кириллом Владимировичем начальникам частей, расквартированных, как и Гвардейский экипаж, в Царском Селе: «Я и вверенный мне Гвардейский экипаж вполне присоединились к новому правительству. Уверен, что и вы, и вся вверенная вам часть также присоединитесь к нам. Командир Гвардейского экипажа Свиты Его Величества контр-адмирал Кирилл», а впоследствии моряки Гвардейского экипажа по приказу великого князя заняли Царскосельский и Николаевский вокзалы, чтобы воспрепятствовать верным Николаю II войскам прибыть в столицу.
8 марта 1917 года Временное правительство отдало приказ об аресте Николая II и его семьи. Кирилл Владимирович в знак протеста подал в отставку. Вскоре он нелегально выехал в Финляндию, которая тогда ещё оставалась в составе Российской империи, где у него родился сын Владимир, после смерти отца унаследовавший главенство в Императорском доме.

## Жизнь в эмиграции. Император Всероссийский в изгнании

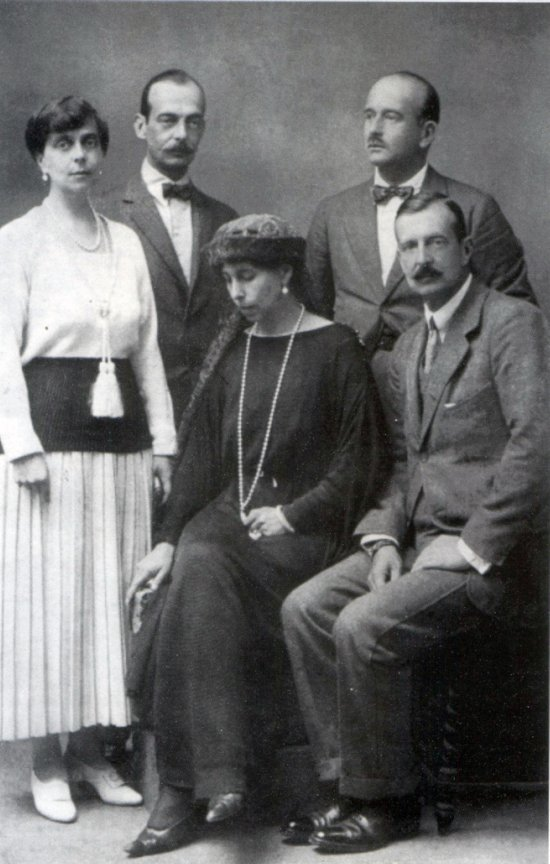
Кирилл Владимирович и Виктория Фёдоровна (сидят), Елена, Андрей и Борис Владимировичи (стоят), 1922

После расстрела в 1918 году в Екатеринбурге Николая II и его семьи, а также его брата Михаила Александровича, Кирилл Владимирович оказался старшим в генеалогическом порядке членом Императорской Фамилии. 31 августа 1924 года он, несмотря на то, что Советский Союз уже был признан некоторыми государствами, на правах старшего представителя династии провозгласил себя Императором Всероссийским под именем Кирилла I. Это решение было поддержано не всеми русскими монархистами (см. следующий раздел). Кирилл Владимирович 30 апреля 1924 года создал Корпус Императорской Армии и Флота, в составе которого в 1928 году было 15 тысяч человек.
После эмиграции Кирилл Владимирович и его жена поселились в Кобурге, где жил двоюродный брат великой княгини Виктории Фёдоровны герцог Карл Эдуард. В середине 1920-х годов германское правительство установило дипломатические отношения с Москвой и присутствие Кирилла Владимировича и его жены, претендовавших на российский престол, в стране стало неприемлемым. Несмотря на то, что правительство Баварии не собиралось насильно высылать великокняжескую чету, Кирилл и Виктория сами решили уехать на постоянное место жительства во Францию. Летом 1926 года они окончательно перебрались в Сен-Бриак, Бретань, где раньше проводили только летние каникулы. Здесь они приобрели обширный дом, который получил бретонское имя Ker Argonid.
В начале 1920-х годов по данным некоторых историков Кирилл Владимирович оказывал финансовую поддержку ультраправой немецко-русской белоэмигрантской организации — обществу «Ауфбау» («Восстановление»). Так, Майкл Келлог заявляет, что в 1922—1923 гг. Кирилл Владимирович и его жена Виктория передали около 500 000 золотых марок генералу Людендорфу для поддержки немецко-русской националистической организации. По его мнению, в долгосрочной перспективе это общество стремилось способствовать свержению правительств Советского союза и Веймарской республики в коалиции с национал-социалистами. Уставной же целью организации декларировалась поддержка политики, направленной на хозяйственное восстановление государств, образовавшихся на территории бывшей Российской Империи (отсюда и название), что должно было по замыслу общества отвечать национальным интересам Германии. Тем не менее есть и аргументы против возможности наличия в «Ауфбау» огромных личных вливаний самого Кирилла Владимировича. В частности, историк Александр Закатов, директор канцелярии Марии Владимировны Романовой, утверждает, что Кирилл с супругой в изгнании сам едва сводил концы. Это же косвенно подтверждает и сам Келлог, признавая что сумма в 500 000 золотых марок значительно превышала дискреционные средства супругов. Он предполагает, что для финансирования Национал-Социалистической партии и «Ауфбау» также использовались деньги американского промышленника Генри Форда, которые передавались через представителя Кирилла Владимировича в Америке члена «Ауфбау» Бориса Бразоля. Историки Дмитрий Жуков и Иван Ковтун утверждают, что средства вкладывал не Кирилл, а его супруга и что они пошли на коммерческие операции в Румынии и Венгрии, которые были вполне в русле деятельности «Ауфбау», хоть речь и не шла о территориях бывшей Российской Империи. При этом подчёркивается, что вложения прогорели, не принеся никаких финансов ни для «Ауфбау», ни для НСДАП. Помимо прочего ими утверждается, что, по одному из свидетельств, в 1922-23 годах организация переживала глубокий финансовый кризис и у неё едва хватало денег на помещение и издание журнала, что идёт вразрез с утверждением Келлога об огромных вливаниях в неё.
После смерти в октября 1928 года своей крёстной, императрицы Марии Фёдоровны, к которой он, несмотря на некоторые разногласия, сохранял глубокую привязанность, Кирилл присутствовал на её похоронах как признанный глава императорского дома. Когда он ехал из Парижа, он не надеялся на сколько-нибудь приемлемый приём и потому даже не знал, где он мог бы остановиться в Копенгагене. Однако, уже по прибытии на вокзал его встретил лично кронпринц Фредерик (будущий король Фредерик IX), который сердечно приветствовал Кирилла и его скромную свиту, для всех из которых уже были заготовлены отдельные покои. Едва разместившись, Кирилл был приглашён на обед датским королём Кристианом X. Для него это было большой неожиданностью: у его личного секретаря даже не оказалось смокинга или фрака для себя и Кирилл был вынужден пойти без него. На парадном обеде Кирилл сидел по правую руку от короля. В речи на погребении Кристиан X, обращаясь к Кириллу, произнёс: «мы будем хранить её прах до тех пор, пока ты не сможешь перевезти его в Россию». Кирилл получил от него высший датский Орден Слона, который ранее вручался датскими монархами его отцу, деду и прадеду. Он стал последним из русских, кому была вручена данная награда, и единственным из них, кто получил её после 1917 года.
В ноябре 1934 он, как глава императорского дома, был приглашён на свадьбу своей племянницы, принцессы Марины Греческой с Георгом Кентским. Кирилл проживал в Букингемском дворце, где остановились также бесчисленное множество его родственников и знакомых из европейских монарших домов. Его дочь Кира была подружкой невесты, а сам он другом жениха на церемонии венчания.
Находясь в эмиграции, Кирилл Владимирович много помогал безработным, заботился о русских беженцах. «Промысел Божий, престол государев, труд народный — вот те силы, которые приведут Россию снова к светлым дням. Не нужно уничтожать никаких учреждений, жизнью вызванных, но необходимо отвернуться от тех из них, которые оскверняют душу человеческую», — писал он. «Я неоднократно подтверждал, что вера моя в русский народ непоколебима, — говорил он в 1931 году. — Я всегда был убеждён, что коммунизм изживёт себя, и на его развалинах вырастут новые живые силы народа, которые и возьмут власть в свои руки… Эти силы выведут Россию на путь возрождения и создадут ей великое будущее. Моя задача и заключается в том, чтобы помочь выявлению этих русских народных сил».
В последние годы Кирилл Владимирович страдал артериосклерозом, у него ухудшалось кровообращение, слабело зрение, левая нога и пальцы правой руки были частично парализованы. Вскоре начала прогрессировать болезнь ног — последствия ран, полученных при гибели «Петропавловска», ослабляя сердце. В сентябре 1938 года его состояние резко ухудшилось — на ноге появились признаки гангрены. Кирилл был помещён в американский госпиталь, одно из лучших медицинских учреждений Парижа. Лечивший его врач, знаменитый профессор де Мартель не решился на ампутацию, боясь что сердце больного не выдержит. Состояние Кирилла продолжало ухудшаться — 9 октября появились новые признаки гангрены и консилиум пришёл к выводу, что пациент безнадёжен. 11 октября он исповедался и после этого впал в кому. Спустя сутки, находясь в окружении своих близких, в свой 62 день рождения в 13 часов 15 минут Кирилл, не приходя в сознание, скончался. Как вспоминал его сын, «лицо его было спокойно — казалось, он наконец обрёл вечный покой после непрерывных страданий». Смерть Кирилла стала ударом не только для его семьи, но и для всей русской эмиграции. Некрологи, воздававшие ему должное, появились во всех эмигрантских газетах, даже антилегитимистских. Во всех русских церквях зарубежья при большом стечении народа служили по нему панихиды. На его отпевание в Париже присутствовала почти вся императорская семья, члены многих других царственных семей, а также личный представитель президента Франции Лебрена. Вместе со своей супругой Викторией Фёдоровной (урождённой принцессой Великобританской, Ирландской и Саксен-Кобург-Готской Викторией-Мелитой) он был похоронен в Кобурге (Германия) в родовой усыпальнице герцогов Саксен-Кобург-Готских. 7 марта 1995 года их останки были торжественно перезахоронены в Великокняжеской усыпальнице Петропавловского собора Санкт-Петербурга.
Наследником «кирилловской» линии претендентов на главенство в Российском императорском доме стал его сын Владимир Кириллович, признанный в этом качестве большинством живших в то время членов дома Романовых. В отличие от отца, он не стал провозглашать себя Императором, а принял юридически равнозначный титул Главы Российского Императорского Дома.

## Вопрос о праве потомства Кирилла на престол

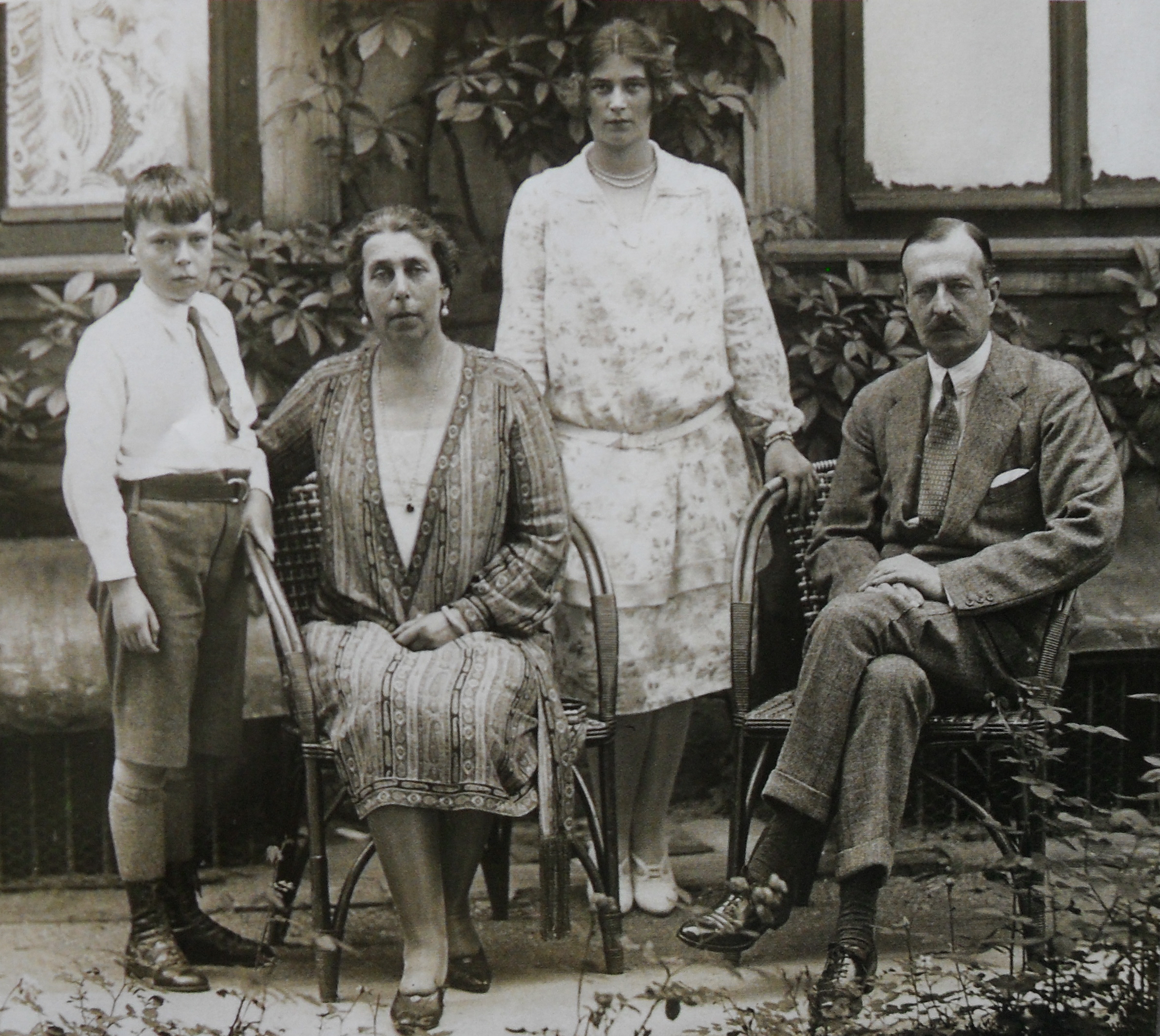
Кирилл Владимирович и Виктория Фёдоровна с детьми Кирой и Владимиром, конец 1920-х

Права наследников Кирилла на императорский престол России неоднократно подвергались сомнению с чисто юридической точки зрения. Вопрос в применении к его потомству статей 183—186 российского Закона о престолонаследии:
183. На брак каждого лица Императорского Дома необходимо соизволение царствующего Императора, и брак, без соизволения сего совершённый, законным не признаётся.
184. По соизволению царствующего Императора, Члены Императорского Дома могут вступать в брак как с особами православного исповедания, так и с иноверными.
185. Брак мужеского лица Императорского Дома, могущего иметь право на наследование Престола, с особою другой веры, совершается не иначе, как по восприятии ею православного исповедания (ст. 62 Основных Государственных Законов).

186. Обручение и бракосочетание совершаются по уставам Церкви и с соблюдением Высочайше установленных церемониалов.
8 октября 1905 года Кирилл Владимирович вступил в брак со своей двоюродной сестрой — Викторией Мелитой, дочерью герцога Эдинбургского, разведённой супругой герцога Эрнста Гессен-Дармштадтского. На основании этого император Николай II намеревался лишить Кирилла всех прав члена императорской фамилии, включая права на наследование Престола, так как этот брак не был разрешён Императором (ст. 183) и невеста не собиралась принимать при заключении брака православной веры (ст. 185). Также данный близкородственный брак, заключаемый между двоюродными братом и сестрой (4 степень родства согласно церковному его пониманию), противоречил православным канонам, запрещавшим браки до 7 степени родства включительно и, таким образом, не допускался гражданским правом Российской империи, требовавшим при бракосочетаниях членов императорского дома следовать церковным уставам (ст. 186).
В ГАРФе хранятся архивные документы двух секретных совещаний 1906—1907 гг., на втором из которых обсуждалась резолюция Николая II от 15 января 1907: «Признать брак Вел. Кн. Кирилла Владимировича я не могу. Великий Князь и могущее произойти от него потомство лишаются прав на престолонаследие. В заботливости своей об участи потомства Великого Князя Кирилла Владимировича, в случае рождения от него детей, дарую сим последним фамилию князей Кирилловских, с титулом Светлости, и с отпуском на каждого из них из уделов на их воспитание и содержание по 12 500 руб. в год до достижения гражданского совершеннолетия». В ходе обсуждения 29 января 1907 большинство (пятеро из девяти) участников совещания во главе с председателем Эдуардом Фришем доказывали императору, что если детей Кирилла ещё можно лишить прав на престол путём непризнания брака с Викторией Мелитой, то сам Кирилл согласно учреждению об императорской фамилии мог быть лишён прав на престол лишь в случае подписания им добровольного отречения от этих прав. Безвозвратное или временное лишение права на престол члена императорского дома самим императором попросту не предусматривалось законом о престолонаследии. Помимо этого они указывали на то, что возможность временного отрешения императором неповинующегося члена императорского дома от его прав (оговорённых в учреждении об императорской фамилии) вовсе не означает возможность отрешения его от права на престолонаследие, а также на то, что самим фактом заключения брака с иноверной особой член императорского дома права на престола не лишается. Единственно возможным выходом из ситуации они полагали возможность убедить Кирилла Владимировича добровольно отказаться от прав на престол и опубликовать это отречение, чтобы оно вступило в законную силу. При этом четверо других участников, напротив, считали, что вопрос был исчерпан самой резолюцией монарха от 15 января 1907, и Кирилл Владимирович, с их точки зрения, был окончательно лишён права на престол. В результате этих совещаний и как следствие раскола мнений основных сановников империи, резолюция никакого дальнейшего юридического оформления не получила и вопрос остался нерешённым.
15 июля 1907 года, после того, как Виктория приняла православие, Николай II признал брак Кирилла Владимировича именным указом, присвоил супруге Кирилла титул «Великой княгини Виктории Феодоровны», а родившейся от этого брака дочери Марии Кирилловне — титул княжны крови императорской, что, по мнению сторонников Кирилловичей, означало включение их в состав императорского дома с вытекавшими отсюда правами на престол для детей Кирилла. Это решение было обосновано уважением к ходатайству отца Кирилла, дяди императора — Владимира Александровича. 14 апреля 1909 года Кириллу были возвращены все права члена императорской фамилии.
До 1917 вопрос о правах на престол великого князя Кирилла Владимировича был относительно праздным, так как Николай II был молод, а его кузен Кирилл стоял лишь четвёртым в очереди на престол. Однако этот вопрос встал, и после убийства большевиками царя, цесаревича Алексея и Великого князя Михаила Александровича разгорелась дискуссия, которая длится вот уже более ста лет. Принципы, заложенные в 1797 Павлом I в Акте о престолонаследии и зафиксированные в Основных законах, оказались не вполне безупречно сформулированными, а также частично чересчур жёсткими, и, как следствие, их интерпретация не всегда очевидна, однако, с учётом небольших неточностей, права великого князя Кирилла Владимировича на престол были признаны большинством членов Дома Романовых.
Впрочем, Основные законы Российской империи вот уже более ста лет не имеют юридической силы, как не существует на настоящий момент и самого престола в России.

## Дети
- Мария (1907—1951)
- Кира (1909—1967)
- Владимир (1917—1992)

## Награды
российские:
- Орден Святого Андрея Первозванного (1876)
- Орден Святого Александра Невского (1876)
- Орден Святой Анны 1 ст. (1876)
- Орден Белого Орла (1876)
- Орден Святого Станислава 1 ст. (1876)
- Орден Святого Владимира 4 ст.
- Орден Святого Владимира 3 ст.
- Золотое оружие «За храбрость»
- Медаль «В память коронации Императора Николая II»
- Медаль «В память коронации императора Александра III»

иностранные:
- Прусский Орден Чёрного Орла (1895)
- Австрийский Орден Святого Стефана большой крест (1897)
- Большой крест Французского Ордена Почётного легиона (10.09.1897)[29]
- Японский Орден Восходящего солнца (1898)
- Китайский Орден Двойного Дракона (1902)
- Шведский Орден Серафимов (13.07.1912)
- Датский Орден Слона (28.10.1928)[30]